# San Martino (Treviglio)

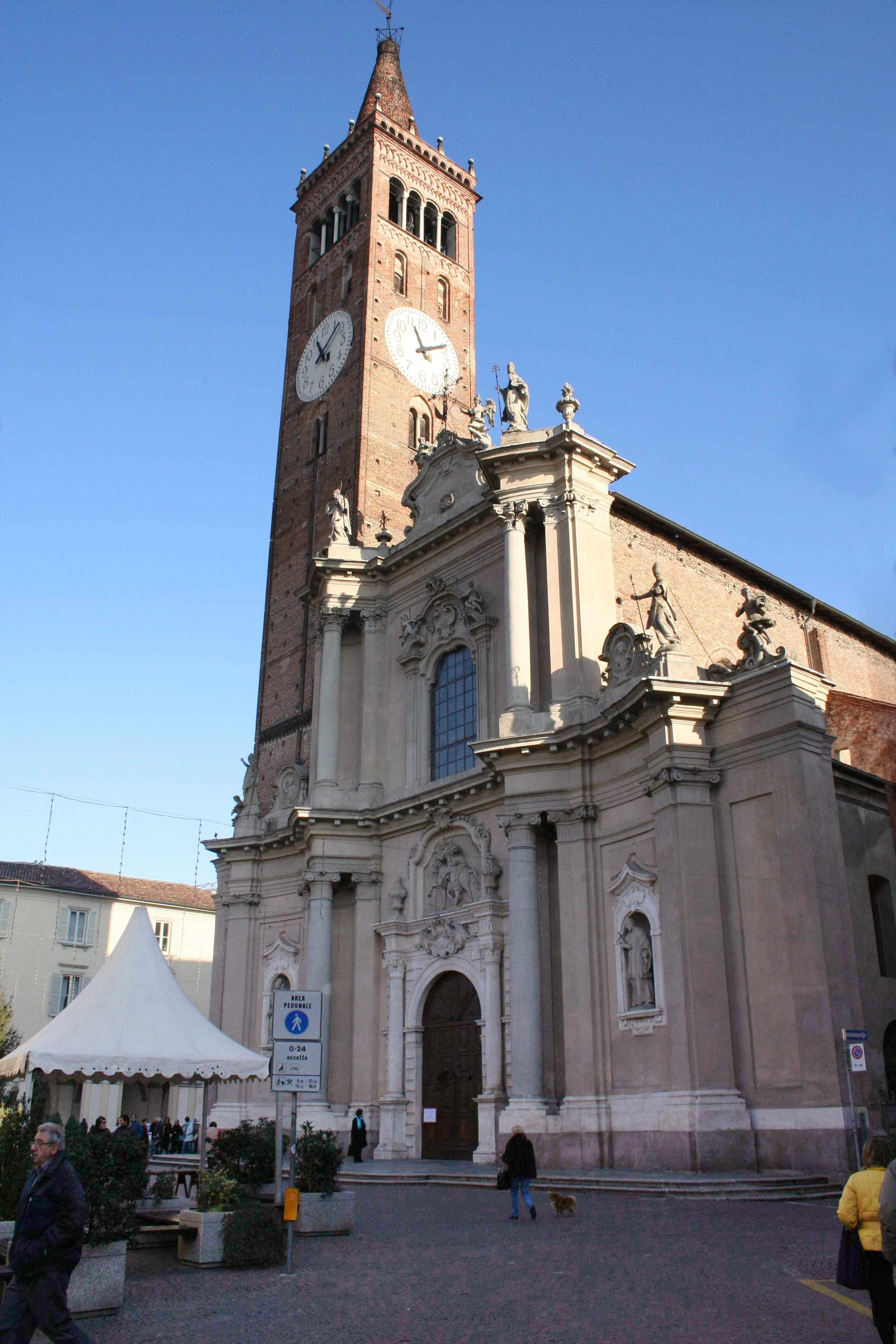
Basilika San Martino

Die Basilika San Martino ist eine Kirche von Treviglio in der Provinz Bergamo der Lombardei, Italien. Die Kirche des Erzbistums Mailand ist Martin von Tours gewidmet, der über dem Haupteingang dargestellt ist, und trägt den Titel einer Basilica minor sowie eines italienischen Nationalmonuments. Die Kirche steht auf dem zentralen Platz der Stadt vor dem Rathaus. Sie wurde mehrmals restauriert und modernisiert, so dass es eine Verschmelzung verschiedener Stile ist.

## Geschichte

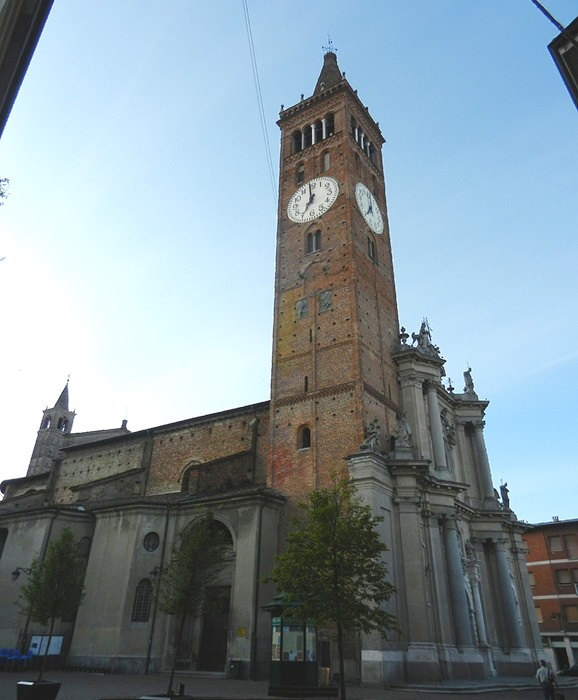
Ansicht von NNW, Spitzbogenfenster unterhalb der Zifferblätter

Die Ursprünge der Kirche werden im 5. Jahrhundert vermutet und lag im Bereich des heutigen Chores. Die Basilika wurde 1008 an der Stelle der langobardischen Mariä-Himmelfahrt-Kirche auf etwa der heutigen Fläche errichtet und im Laufe der Jahrhunderte mehrfach verändert. Der Glockenturm der Basilika wurde um 1000 als Stadtturm im romanischen Stil errichtet. Bei der gotischen Erweiterung der Kirche wurde diese mit dem Turm verbunden und der Turm in gotischem Stil aufgestockt.
Mit Hilfe des Testaments von Stefano Maldotti aus dem Jahr 1476 wurde ein Kollegium von Geistlichen an San Martino finanziert, das bis 1798 Bestand hatte. Im Jahre 1482 wurde die Kirche nach den Vorgaben der lombardischen Gotik ausgebaut und umgestaltet, wovon einige Fresken in der gotischen Kapelle links vom Eingang zu sehen sind. 1583 wurde die Kirche durch Erzbischof Karl Borromäus zur Stiftskirche erhoben, der 17 Pfarreien angehörten. Durch Erbschaften an das Kirchengut und mit der wachsende Anzahl von Bruderschaften wuchs das Vermögen des Fabrikguts San Martino.
Im Jahr 1740 wurde die Fassade um das Eingangsportal aus der Renaissance vom Architekten Giovanni Ruggeri im Spätbarockstil mit vielen Statuen umgestaltet. Mit der Cisalpinen Republik gingen die Vorrechte des Stifts 1798 dauerhaft verloren. 1951 erhob Papst Pius XII. sie in den Rang einer Basilica minor.

## Ausstattung

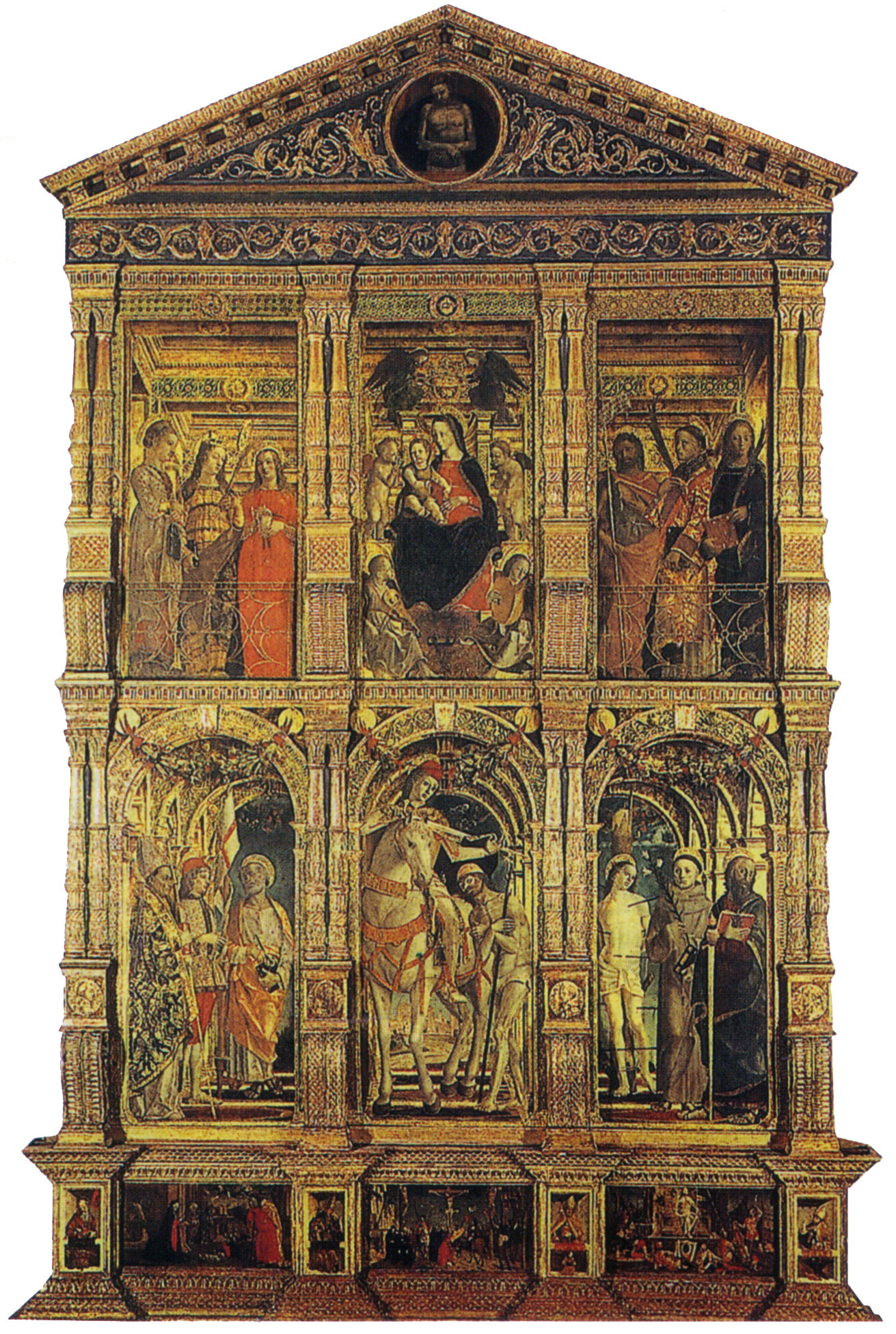
Polyptychon von San Martino

Die dreischiffige Basilika beherbergt eines der wichtigsten Werke der lombardischen Renaissance, das Polyptychon von Bernardo Zenale und Bernardino Butinone, das zwischen 1485 und 1505 entstand. Nach etwa zwanzigjähriger Arbeit wurde es auf dem Hauptaltar fertiggestellt, wo sie bis zur klassizistischen Umgestaltung des Altars durch Pietro Pestagalli 1830 blieb.
Vom Maler Gian Paolo Cavagnaeitere stammen großen Leinwände mit den Darstellungen des letzten Abendmahls, des Falls des Manna und der mystischen Hochzeit der heiligen Katharina, er schuf auch die Freskenszenen auf dem Gewölbe des Kirchenschiffs. Die großen Leinwände mit den Geschichten des hl. Martin, die nach der Renovierung durch die Brüder Galliari im 18. Jahrhundert unter dem Gewölbe des Kirchenschiffs angebracht wurden, stammen von Giovanni Stefano Danedi, bekannt als Montalto. Die Gemälde Mariä Himmelfahrt und die Mariä Verkündigung (in der Reliquienkapelle) sind von Camillo Procaccini. Der Heilige Hieronymus im Wandelgang hinter dem Altar ist von Genovesino. Weitere Gemälde stammen von Nicola Moietta, Antonio Molinari und Giovanni Stefano Manetta.
Das spektakuläre Spiel der Trompe-l’œil-Perspektiven auf dem Gewölbe der Kirche ist das Werk der Brüder Galliari, berühmter Bühnenbildner, die auch im Teatro alla Scala in Mailand tätig waren. Sie errichteten auch den Chorumgang. Die Fresken auf dem Gewölbe mit L’Assunta und San Martino stammen von Federico Ferrario.
Bemerkenswert ist die von Giovanni Angelo Del Maino um 1515 geschnitzte und in der Sakristei aufbewahrte hölzerne Krippe.